# Klapschroef

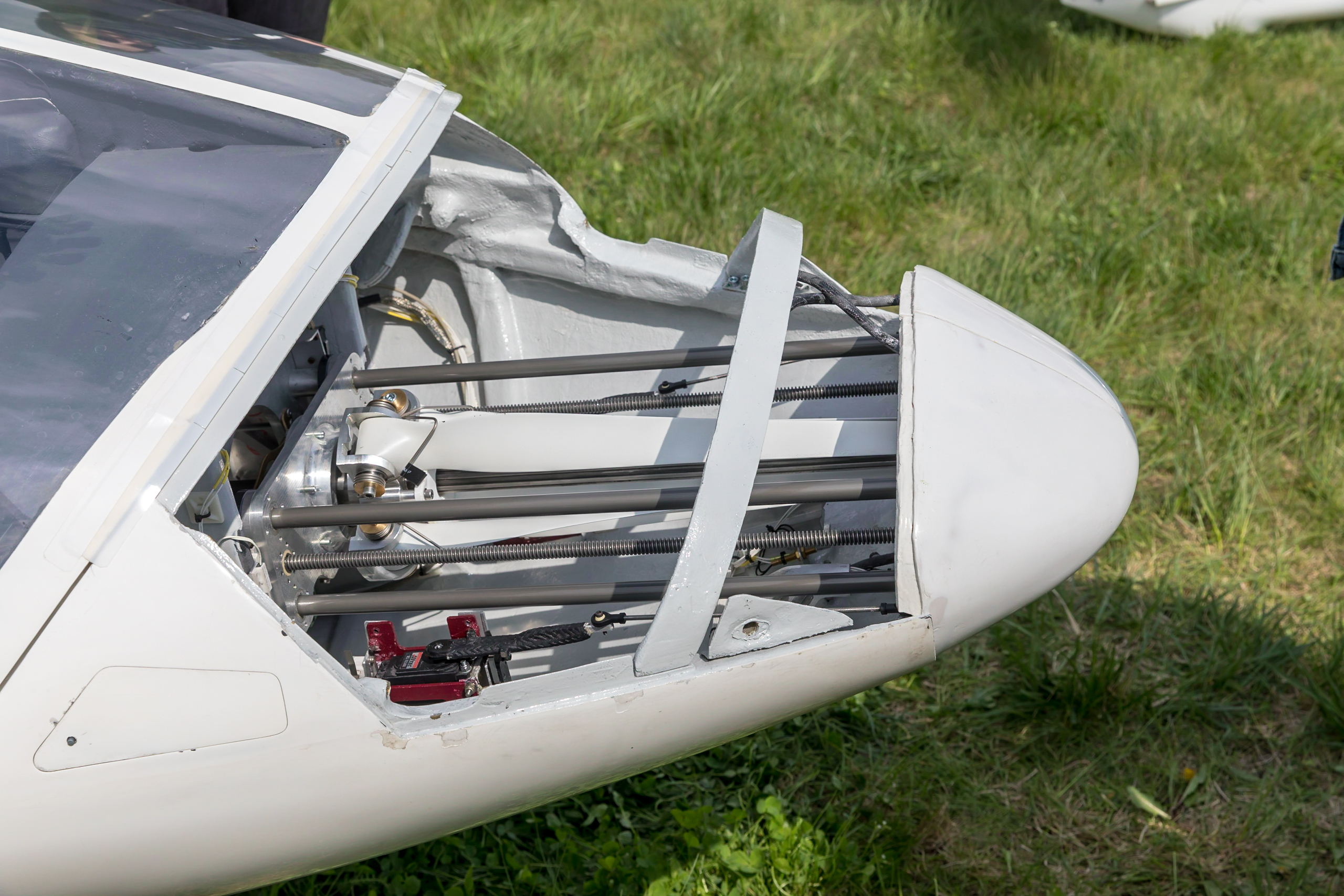
Ingeklapte klapschroef van een zweefvliegtuig.

Een klapschroef wordt gebruikt om tijdens het zeilen met een zeiljacht minder wrijvingsweerstand van de schroef te ondervinden. Klapschroeven worden ook gebruikt in zweefvliegtuigen met hulpmotor.
De bladen van een klapschroef zijn zo bevestigd dat deze kunnen kantelen. Door de aanstroming sluit de schroef zich. De bladen komen in het verlengde van de schroefas te liggen, zodat de wrijvingsweerstand afneemt. Zodra de schroef gaat draaien, zorgt de middelpuntvliedende kracht ervoor dat de schroef zich opent. Het rendement ligt lager dan een vaste schroef. Een ander type dat bij zeiljachten wordt gebruikt is de vaanstandpropeller.